# Кубок Північної Ірландії з футболу 2019—2020
Кубок Північної Ірландії з футболу 2019–2020 — 140-й розіграш кубкового футбольного турніру в Північній Ірландії. Титул здобув Гленторан.

## Календар
| Раунд           | Дата               | Матчі | Клуби    |
| --------------- | ------------------ | ----- | -------- |
| Перший раунд    | 17 серпня 2019     | 37    | 125 → 88 |
| Другий раунд    | 27-28 вересня 2019 | 32    | 88 → 56  |
| Третій раунд    | 2 листопада 2019   | 16    | 56 → 40  |
| Четвертий раунд | 30 листопада 2019  | 8     | 40 → 32  |
| 1/16 фіналу     | 4 січня 2020       | 16    | 32 → 16  |
| 1/8 фіналу      | 1 лютого 2020      | 8     | 16 → 8   |
| 1/4 фіналу      | 28-29 лютого 2020  | 4     | 8 → 4    |
| 1/2 фіналу      | 27 липня 2020      | 2     | 4 → 2    |
| Фінал           | 31 липня 2020      | 1     | 2 → 1    |

## 1/16 фіналу
| Команда 1                  | Рахунок      | Команда 2                     |
| -------------------------- | ------------ | ----------------------------- |
| 4 січня 2020               |              |                               |
| Ардс (2)                   | 1:3          | Каррік Рейнджерс              |
| Баллінамаллард Юнайтед (2) | 1:0          | Доллінгстаун (3)              |
| Балліклер Комрадс (2)      | 2:1          | Харленд-енд-Вульф Велдерс (2) |
| Балліміна Юнайтед          | 2:0          | Крамлін Стар (4)              |
| Бенбрідж Таун (3)          | 2:2 пен. 5:4 | Іст Белфаст (4)               |
| Кліфтонвілль               | 6:0          | Гановер (4)                   |
| Крузейдерс                 | 3:0          | Дандела (2)                   |
| Гленавон                   | 0:2          | Колрейн                       |
| Гленторан                  | 2:2 пен. 5:4 | Портадаун (2)                 |
| Інститут                   | 2:3          | Данганнон Свіфтс              |
| Нокбреда (2)               | 3:2 дч       | Дергв'ю (2)                   |
| Ларн                       | 8:0          | Белфаст Селтік (4)            |
| Лофгол (2)                 | 1:2          | Ратфріленд Рейнджерс (4)      |
| Ньюрі Сіті АФК (2)         | 3:1          | Бангор (3)                    |
| Квінз Юніверсіті (2)       | 2:1          | Лінфілд                       |
| Ворренпойнт Таун           | 3:1          | ПСНІ (2)                      |

## 1/8 фіналу
| Команда 1             | Рахунок | Команда 2                  |
| --------------------- | ------- | -------------------------- |
| 1 лютого 2020         |         |                            |
| Балліклер Комрадс (2) | 0:1 дч  | Ларн                       |
| Кліфтонвілль          | 3:1     | Ратфріленд Рейнджерс (4)   |
| Каррік Рейнджерс      | 1:5     | Крузейдерс                 |
| Колрейн               | 3:0     | Бенбрідж Таун (3)          |
| Нокбреда (2)          | 2:5     | Баллінамаллард Юнайтед (2) |
| Данганнон Свіфтс      | 4:2 дч  | Ньюрі Сіті АФК (2)         |
| Квінз Юніверсіті (2)  | 2:3     | Гленторан                  |
| Ворренпойнт Таун      | 1:2     | Балліміна Юнайтед          |

## 1/4 фіналу
| Команда 1                  | Рахунок | Команда 2         |
| -------------------------- | ------- | ----------------- |
| 28 лютого 2020             |         |                   |
| Ларн                       | 2:3     | Колрейн           |
| 29 лютого 2020             |         |                   |
| Гленторан                  | 2:1     | Крузейдерс        |
| Данганнон Свіфтс           | 1:2     | Кліфтонвілль      |
| Баллінамаллард Юнайтед (2) | 0:2     | Балліміна Юнайтед |

## 1/2 фіналу
| Команда 1         | Рахунок      | Команда 2 |
| ----------------- | ------------ | --------- |
| 27 липня 2020     |              |           |
| Балліміна Юнайтед | 1:1 пен. 3:1 | Колрейн   |
| Кліфтонвілль      | 1:1 пен. 6:7 | Гленторан |

## Фінал
| Команда 1         | Рахунок | Команда 2 |
| ----------------- | ------- | --------- |
| 31 липня 2020     |         |           |
| Балліміна Юнайтед | 1:2     | Гленторан |